# Stoffel und Wolfgang
Die Fernsehserie Stoffel und Wolfgang des Norddeutschen Rundfunks (NDR) startete 1965 als „heimliches“ Kleinkinderprogramm und wurde als „für unsere kleinsten Zuschauer“ angekündigt. Offiziell wurden noch bis 1971 keine Programme für Kleinkinder ausgestrahlt.
Die Puppe Stoffel lebte in der Wohnung des Menschen Wolfgang. Stoffel agierte wie ein Kleinkind, während Wolfgang die ideale elterliche Welt verkörperte: zugewandt, freundlich, humorvoll, verständnisvoll und nicht repressiv.
Produktion der Serie: 1965 bis 1972 (ARD/NDR, 90 Folgen); Puppe, Autor und Wolfgang: Wolfgang Buresch; Puppenspieler Stoffel: Rudolf Fischer.